# 22889 Доннаблейні
22889 Доннаблейні (22889 Donnablaney) — астероїд головного поясу, відкритий 29 вересня 1999 року.
Тіссеранів параметр щодо Юпітера — 3,389.